# Смирнов, Владимир Иванович (архитектор)
Влади́мир Ива́нович Смирно́в (рождении Царько́в; 18 января 1904, дер. Никулинка, Бельский уезд, Смоленская губерния, Российская империя — 1982, Свердловск, РСФСР, СССР) — советский архитектор, главный архитектор Свердловска с 1953 по 1961 гг., учёный, педагог, общественный деятель. Участник Великой Отечественной войны.

## Биография
Родился в 1904 году в деревне Никулинка Бельского уезда Смоленской губернии (ныне — Новодугинский район Смоленской области). Имел при рождении фамилию Царьков, но большую часть жизни прожил под фамилией Смирнов.
В 1926 году окончил архитектурное отделение строительного факультета Сибирского технологического института в Томске.
В 1928 году вступил в Уральское общество современных архитекторов.
В 1936 году — член Союза архитекторов СССР. Член КПСС с 1942 года.
Участник Великой Отечественной войны. Воевал на Калининском, Северо-Западном, 2-м Прибалтийском фронтах, был командиром роты дорожно-эксплуатационного батальона, а также начальником инженерной службы. Награждён орденом Красной Звезды (29.05.1944), медалями «За отвагу», «За победу над Германией».
После войны работал в Свердловскоблпроект.
В 1950 году окончил Московский архитектурный институт (факультет усовершенствования).
С 1953 по 1961 гг. — главный архитектор Свердловска. В период работы Смирнова началась реконструкция улицы Якова Свердлова.
В период с 1951 года по 1979 год преподавал:
- старший преподаватель, а затем декан строительного факультета Уральского политехнического института имени С. М. Кирова;
- преподаватель кафедры жилых и общественных зданий и кафедры основ проектирования Уральского филиала Московского архитектурного института/Свердловского архитектурного института[3].

Скончался в 1982 году в Свердловске. Похоронен на Широкореченском кладбище.

## Проекты и постройки
- Дом контор (1929), совместно с архитектором Г. П. Валёнковым
- Гостиница «Большой Урал» (1930), совместно с архитектором С. Е. Захаровым (1930 год)[3]
- Здание железнодорожного вокзала (реконструкция, 1939), совместно с архитектором Г. П. Валёнковым[4]

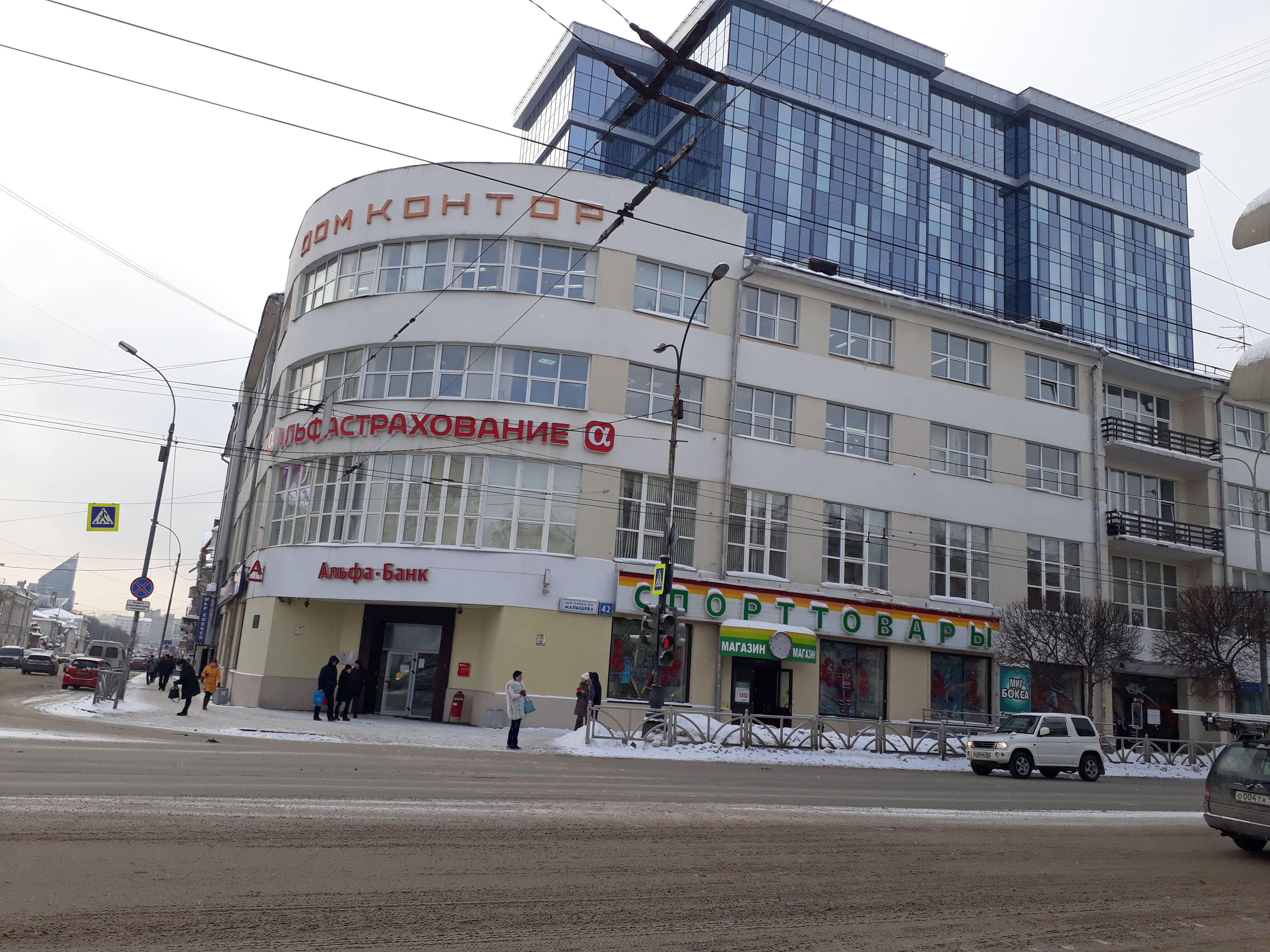
Дом контор
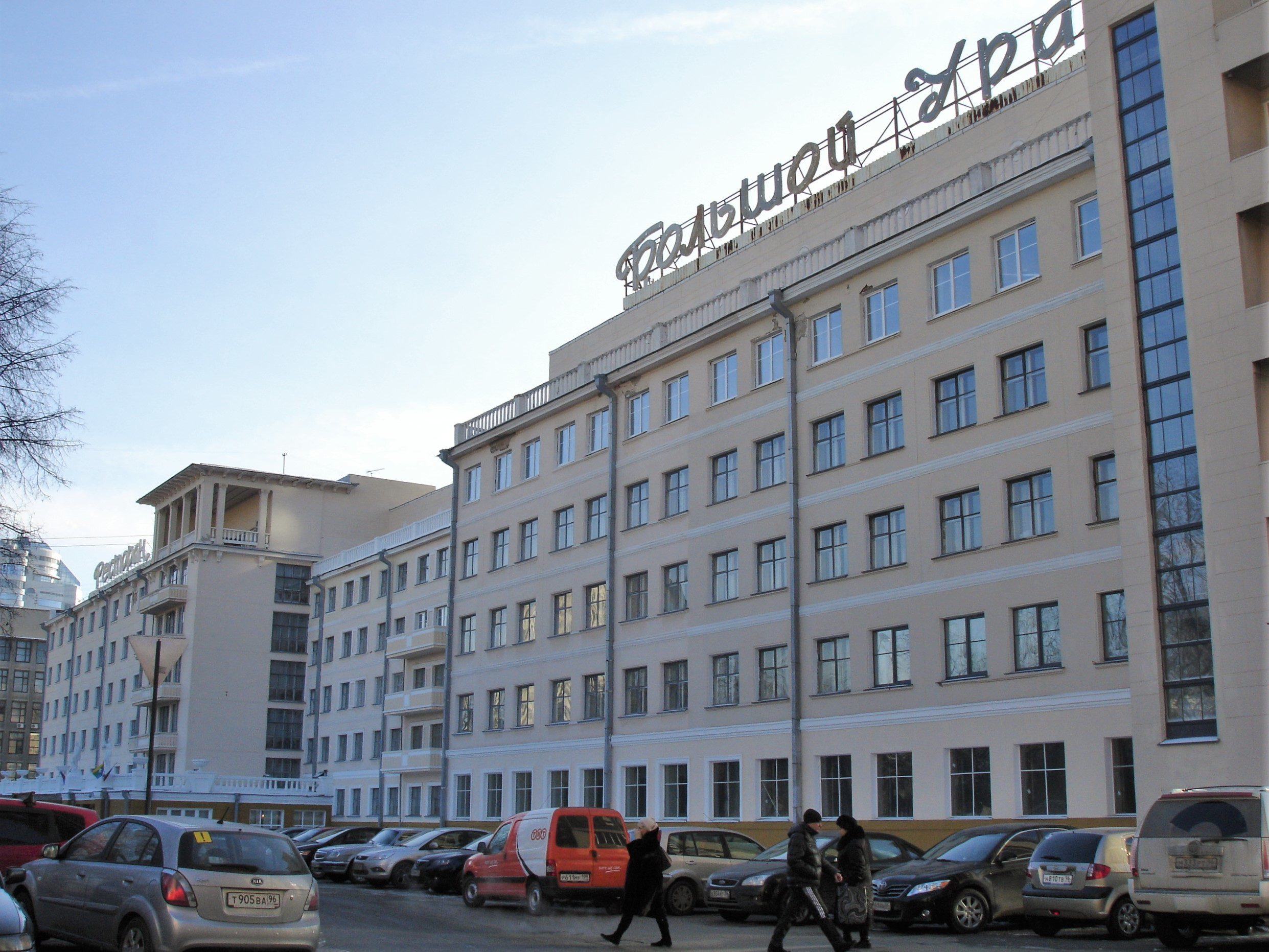
Гостиница «Большой Урал»